# Fábia (esposa de Caio Licínio Estolão)
Fábia, filha do patrício Marco Fábio Ambusto, mas casada com o plebeu Caio Licínio Estolão, foi uma mulher romana que teve um papel importante na aprovação da lei que obrigou que um dos dois cônsules romanos fosse um plebeu, a Lei Licínia Sêxtia, cujo nome deriva de seu marido (Licínio) e de seu colega como tribuno da plebe, Lúcio Sêxtio Laterano.

## Contexto histórico
No início do século IV a.C., Roma vivia uma época de paz em suas relações com os vizinhos, porém de muita violência doméstica: os plebeus, oprimidos por dívidas, estavam perdendo até sua liberdade, e isto estava afetando mesmo seus líderes, de forma que estava difícil arrumar homens para ocupar os cargos plebeus mais importantes. Até mesmo a chance de ocupar o consulado, direito que havia sido ganho anteriormente, parecia remota aos plebeus.

## Casamento da patrícia Fábia com um plebeu
Marco Fábio Ambusto, provavelmente filho de Cesão Fábio Ambusto (Kaeso), questor em 409 a.C. e quatro vezes tribuno consular e neto  de Marco Fábio Ambusto, pontífice máximo em 390 a.C., um patrício, tinha grande influência entre os plebeus, porque ele não considerava os plebeus inferiores; uma prova disto é que ele casou sua filha mais velha com o patrício Sérvio Sulpício, e a mais nova, Fábia, com o plebeu Caio Licínio Estolão.
Um episódio banal, porém, teve grandes consequências. Fábia, a mais nova, estava visitando sua irmã mais velha, quando o marido desta, ao voltar do Fórum, foi anunciado por seu aparidor, batendo na porta. A Fábia mais nova não conhecia este costume, e sua irmã riu e se mostrou surpresa que ela não conhecia. Este riso, porém, deixou marcas na irmã mais nova, que passou a ter inveja da irmã mais velha, considerando o casamento da irmã como afortunado, e o seu como um erro. Seu pai percebeu que ela estava triste, mas ela tentou esconder, sentindo, porém, pouco apreço por sua irmã, e desprezo pelo próprio marido. O pai insistiu até descobrir que Fábia achava que estava casada com alguém inferior a ela, e casada em uma família que não poderia ter nem honra nem influência política. Ambusto consolou a filha, prometendo que em breve ela veria que a casa dela teria tanta honra quanto a casa da irmã. A partir deste momento Ambusto teceu planos com seu genro, e eles se uniram a Lúcio Sêxtio, um homem ambicioso que não acreditava que nada estava além dele, exceto sangue patrício.

## O caminho até a Lei Licínia Sêxtia
A oportunidade se apresentou quando os plebeus, pressionados por dívidas terríveis, elegeram Caio Licínio e Lúcio Sêxtio como tribunos da plebe, em 376 a.C..
Por cinco anos seguidos, de 375 a 371 a.C., Licínio e Sêxtio usaram o poder de veto para impedir a eleição de cônsules romanos, e, após cederem em um ano que Roma teve que defender Túsculo, voltaram a usar o poder de veto até que sua proposta, a Lei Licínia Sêxtia, pela qual em cada ano um dos cônsules deveria ser um plebeu, foi aprovada, e, em 366 a.C., Sêxtio tornou-se o primeiro cônsul plebeu.